# Mural (Software)
Mural (Eigenschreibweise MURAL) ist eine cloudbasierte Software, die als digitales Whiteboard fungiert und speziell für die Zusammenarbeit in Gruppen entwickelt wurde. Sie ermöglicht es Nutzern, in Echtzeit an Projekten zu arbeiten, Ideen auszutauschen und visuelle Inhalte zu erstellen. Mural wird häufig in verschiedenen Kontexten eingesetzt, darunter Unternehmensmeetings, Workshops und Bildungsumgebungen.

## Funktionen

### Echtzeit-Zusammenarbeit
Die Software erlaubt mehreren Nutzern gleichzeitig, Inhalte zu erstellen und zu bearbeiten. Teilnehmer können Notizen hinzufügen, verschieben und kommentieren, was die Interaktivität und Dynamik von Meetings erhöht. Die Zusammenarbeit kann browsergestützt und somit plattformunabhängig erfolgen.

### Vielfältige Nutzungsmöglichkeiten
Die Software eignet sich für verschiedene Anwendungen wie:
- Brainstorming: Nutzer können Ideen sammeln und organisieren, entweder laut oder still (Brainwriting).
- Dokumentation: Ergebnisse aus Besprechungen können einfach festgehalten und in verschiedenen Formaten exportiert werden.
- Integration von Medien Benutzer können nicht nur Text eingeben, sondern auch Bilder, Links und Dateien einfügen. Dies ermöglicht eine umfassende Sammlung und Präsentation von Informationen.[2]
- Quick Talk Sprachanruf innerhalb eines Mural Boards

Mural hat 2023 eine Integration mit Microsoft 365 Copilot sowie Mural AI, seinem eigenen generativen KI-Tool, bekanntgegeben.

## Unternehmensgeschichte
Mural wird von der Firma Tactivos, Inc. entwickelt und betrieben. Die Software wurde ursprünglich 2011 in Buenos Aires, Argentinien, von Mariano Suarez-Battan und Patricio Jutard gegründet. Das Ziel der Gründer war es, eine digitale Plattform zu schaffen, die Teams bei der visuellen Zusammenarbeit unterstützt, insbesondere im Bereich Design Thinking und kreativer Arbeitsprozesse. Die Idee kam auf, als sie nach einer Lösung suchten, um virtuelle Räume zu schaffen, in denen Menschen ortsunabhängig gemeinsam Ideen entwickeln und Projekte gestalten können.
Mural ist im Oktober 2024 das einzige Unternehmen im Bereich der visuellen Zusammenarbeit, das den KI-Pakt der Europäischen Union unterzeichnete – eine bedeutende Initiative der EU-Kommission, um vertrauenswürdige und sichere KI-Entwicklung voranzutreiben und die Einhaltung des KI-Gesetzes, dem ersten rechtlichen Rahmen für KI, sicherzustellen.